# Le Patin Libre
 (août 2009).
Pour les articles homonymes, voir Patin.
 (février 2020).
Le Patin Libre est un regroupement de patineurs artistiques canadiens déclarant avoir développé une approche indépendante et renouvelée de la discipline traditionnelle du patinage artistique. Le groupe fut fondé en mai 2005 et est toujours actif aujourd'hui[Quand ?].

## Contexte
Le groupe est visible dans de petits événements auto-produits et diverses festivités souvent liés à des carnavals hivernaux. Depuis 2006, le groupe a bénéficié d'une visibilité médiatique lui ayant permis d'accéder à une certaine popularité (apparitions télévisuelles, presse écrite, presse Internet, etc).

## Histoire du groupe
- 2005 : Le groupe Le Patin Libre est fondé par le patineur artistique Alexandre Hamel. Le groupe est engagé pour présenter des spectacles de patinage dans des événements centrés sur la présence d'une patinoire.
- Janvier 2006 : Le groupe présente son premier spectacle sur un canal gelé, à Saint-Jean-sur-Richelieu, en banlieue de Montréal.
- Mars 2007 : Le groupe écrit et distribue un manifeste artistique résumant sa philosophie et sa position par rapport à la tradition établie du patinage artistique. Le texte décrit une distanciation face à la rigidité de la discipline olympique et le manque d'inspiration artistique du show-business lui étant relié.
- Avril 2007 : Le livre Le Petit Prince est adapté en un spectacle narratif de deux heures.
- Octobre 2007 : Le groupe autoproduit son premier spectacle : Le Bal Masqué, dans un aréna local de quelque 500 places.
- Décembre 2007 : Sylvain Bouillère, un des membres du groupe, crée un conte de Noël sur glace dans lequel il joue du violon pendant qu’il patine, tout en développant une chorégraphie en lien avec son jeu de l’instrument.
- Décembre 2007 : des numéros du groupe font une première en Angleterre, à travers une tournée que Alexandre Hamel fait dans quelques spectacles de patinage.
- Mai 2008 : le groupe présente Alternative, son premier spectacle long-métrage.
- Décembre 2008 : la troupe est engagée par le comité olympique des Jeux olympiques 2010 de Vancouver pour inaugurer l'anneau olympique de Richmond, où se déroulent les épreuves de patinage de vitesse longue piste de cette édition.